# アッガ
アッガ（Aga）は、古代メソポタミア、シュメール初期王朝時代のキシュ第1王朝の伝説的な王であり、同王朝の最後の王。彼は有名な英雄譚『ギルガメシュとアッガ』に大英雄ギルガメッシュの宿敵として描かれた、キシュの戦神ザババの化身説がある。

## アッガに関する伝説
アッガは実在が確認されているキシュの王エンメバラゲシの息子であるとされているため、実在の可能性が高いと考えられている王である。シュメール王名表によれば625年間在位したという。
『ギルガメシュとアッガ』と呼ばれる説話では、ウルク王ギルガメシュに対して降伏するように要求した。ギルガメシュはウルク市の長老達に対応を協議したが、長老達は降伏すべきだと答えた。この結論に反発したギルガメシュは若者達にも対応を尋ねた。すると若者達はキシュと戦うべきであると答え、これに満足したギルガメシュはアッガ王の降伏要求を拒否した。
アッガ王は優勢な兵力を持ってウルク市を包囲したが、ギルガメシュの友人（説話によっては家臣）エンキドゥの流した流言によってキシュ兵は動揺し、ギルガメシュとの戦闘が始まるやいなやキシュ兵は逃げ出してしまいアッガ王はギルガメシュに捕らえられた。
しかしギルガメシュはかつて流浪の最中にアッガに助けられた恩に免じてアッガを解放し、恩を返した。
この説話がどの程度事実を含んでいるのかは議論のある所だが、キシュとウルクの関係を論じる際必ず考えに入れられる話である。またこの説話を元に原始民主制論など、シュメール研究史上重要な論も展開された。
シュメール王名表によれば、アッガ王のあと王権はキシュからウルクに移ったという。